# Liste der Monuments historiques in Villeneuve-Renneville-Chevigny
Die Liste der Monuments historiques in Villeneuve-Renneville-Chevigny führt die Monuments historiques in der französischen Gemeinde Villeneuve-Renneville-Chevigny auf.

## Liste der Immobilien
| Bezeichnung      | Beschreibung            | Standort                                        | Kennzeichnung | Schutzstatus | Datum | Bild           |
| ---------------- | ----------------------- | ----------------------------------------------- | ------------- | ------------ | ----- | -------------- |
| Kirche St-Memmie | aus dem 12. Jahrhundert | Villeneuve-lès-Rouffy, place de l’Église (Lage) | PA00078899    | Inscrit      | 1987  | weitere Bilder |

## Liste der Objekte
| Bezeichnung                                                  | Beschreibung                          | Standort                                              | Kennzeichnung | Schutzstatus | Datum | Bild |
| ------------------------------------------------------------ | ------------------------------------- | ----------------------------------------------------- | ------------- | ------------ | ----- | ---- |
| Skulptur Petrus                                              | Stein, 15. Jahrhundert                | Villeneuve-lès-Rouffy, in der Kirche St-Memmie (Lage) | PM51002940    | Inscrit      | 1978  |      |
| Glocke                                                       | Bronze, 1570 gegossen                 | Villeneuve-lès-Rouffy, in der Kirche St-Memmie (Lage) | PM51001175    | Classé       | 1908  |      |
| Gemälde Der heilige Memmius rettet den Sohn des Statthalters | Ölfarbe auf Leinwand, 19. Jahrhundert | Villeneuve-lès-Rouffy, in der Kirche St-Memmie (Lage) | PM51002939    | Inscrit      | 1978  |      |